# Санта Кроче (Перуђа)
Санта Кроче је насеље у Италији у округу Перуђа, региону Умбрија.
Према процени из 2011. у насељу је живело 15 становника. Насеље се налази на надморској висини од 439 м.